# Belagerung des Pekinger Gesandtschaftsviertels

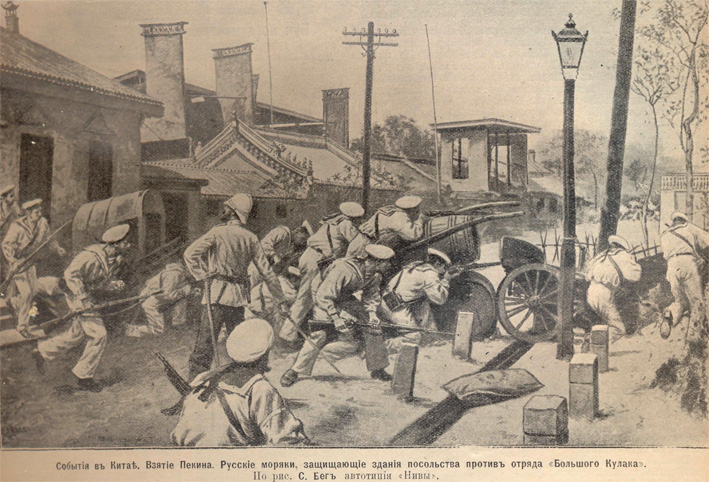
Verteidigung des Pekinger Gesandtschaftsviertels: Russische Barrikade

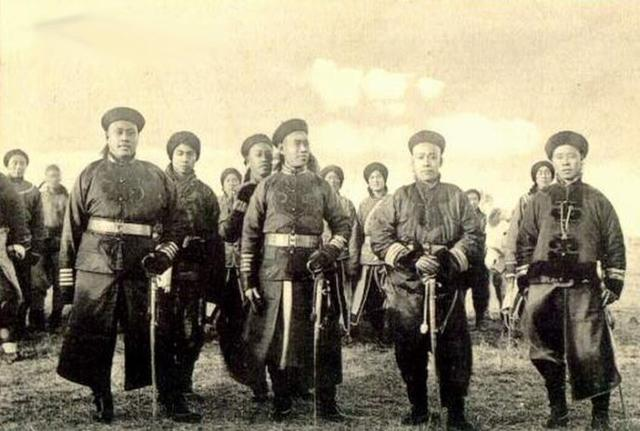
Soldaten der (regulären) kaiserlich chinesischen Armee

Die Belagerung des Pekinger Gesandtschaftsviertels fand im Sommer des Jahres 1900 in Peking, der Hauptstadt des Kaiserreichs China, während des Boxeraufstands statt. Ausländer und chinesische Christen hielten 55 Tage lang im Gesandtschaftsviertel einer Belagerung durch die aufständischen Boxer, die von der kaiserlichen Armee unterstützt wurden, stand.

## Hintergrund und Ausgangslage

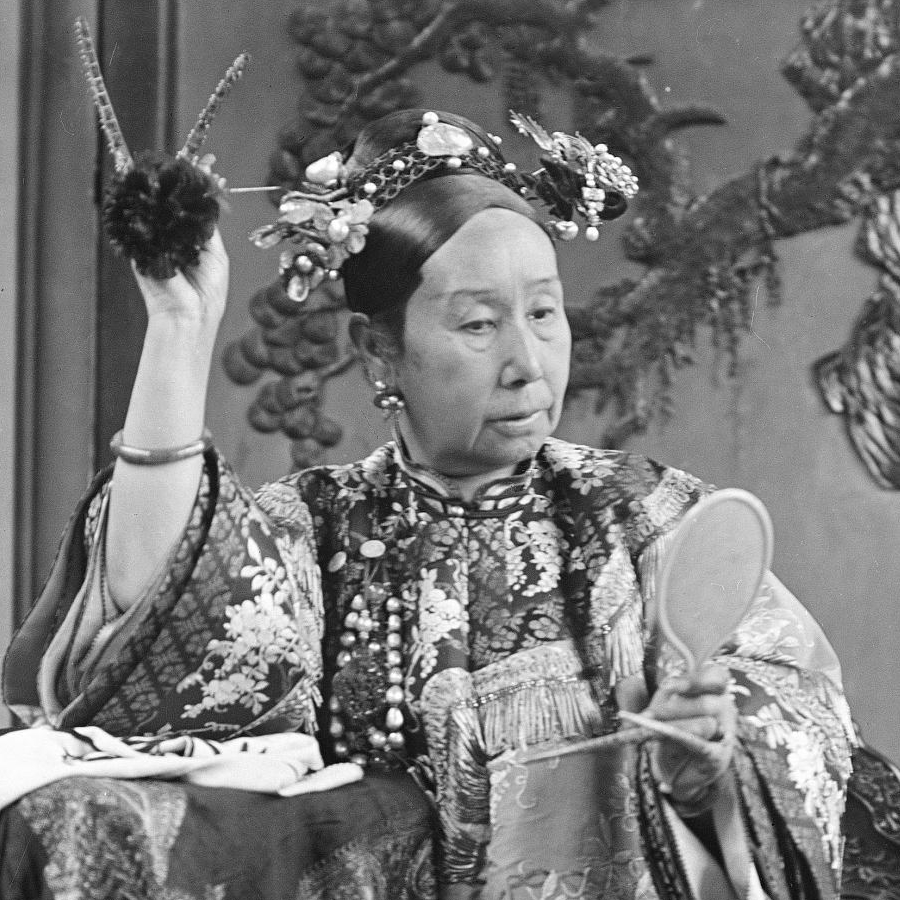
Kaiserinwitwe Cixi

Die Boxerbewegung wandte sich gegen den Einfluss fremder Mächte in China. Die Boxer wurden von der regierenden Kaiserinwitwe Cixi (veraltet: Tz’u-Hsi, chinesisch: 慈禧太后) geduldet. In der ersten Jahreshälfte 1900 wurde die zunächst in den Provinzen entstandene Rebellion bis in die Hauptstadt Peking getragen. Dort lebende Ausländer und chinesische Christen waren unmittelbar bedroht.
Die ausländischen Mächte verstärkten das militärische Wachpersonal ihrer Gesandtschaften, so dass Anfang Juli insgesamt 350 Soldaten für den Schutz der weiteren 550 Diplomaten, deren Familien und sonstigen Zivilisten zur Verfügung standen. Rund 2.800 chinesische Christen retteten sich in das Gesandtschaftsviertel.
Nachdem die kaiserliche Regierung keine Anstalten machte, ihrerseits für den Schutz der diplomatischen Vertretungen zu sorgen, unternahm eine Allianz von acht Staaten einen Angriff bei der Hafenstadt Tientsin (heute: Tianjin), um nach Peking vorzurücken. Es gab keine Kriegserklärung. Dieser erste Versuch, den Aktivitäten der Boxer entgegenzutreten, schlug fehl. Die Belagerung der in Peking Eingeschlossenen begann.
Bei den Vereinigten acht Staaten handelte es sich um:  Japan,  Russland,  Vereinigtes Königreich,  Frankreich,  Vereinigte Staaten,  Deutsches Reich,  Österreich-Ungarn,  Königreich Italien.
In Peking selbst waren ferner mit Gesandtschaften vertreten und somit beteiligt:  Niederlande,  Belgien,  Spanien.

## Gesandtschaftsviertel
Das Gesandtschaftsviertel war 3,2 km lang und 1,6 km breit. Nördlich lag es in unmittelbarer Nähe der Verbotenen Stadt, in der die Kaiserinwitwe residierte. Südlich grenzte es an die mächtige Tatarenmauer, die sich um ganz Peking zog. Im Westen und Osten begrenzten jeweils Hauptstraßen das Viertel.

Lageskizze der deutschen Gesandtschaft, unten rechts die Tatarenmauer

Es gab 11 Gesandtschaften und eine Anzahl ausländischer Firmen- und Bankenvertretungen. Dazwischen lebten einheimische Chinesen und betrieben ihre Gewerbe. Rund 12 christliche Missionsstationen in Peking lagen nicht im Gesandtschaftsviertel, sondern waren über die Stadt verteilt.

## Verlauf der Belagerung

### Ermordung des deutschen Gesandten

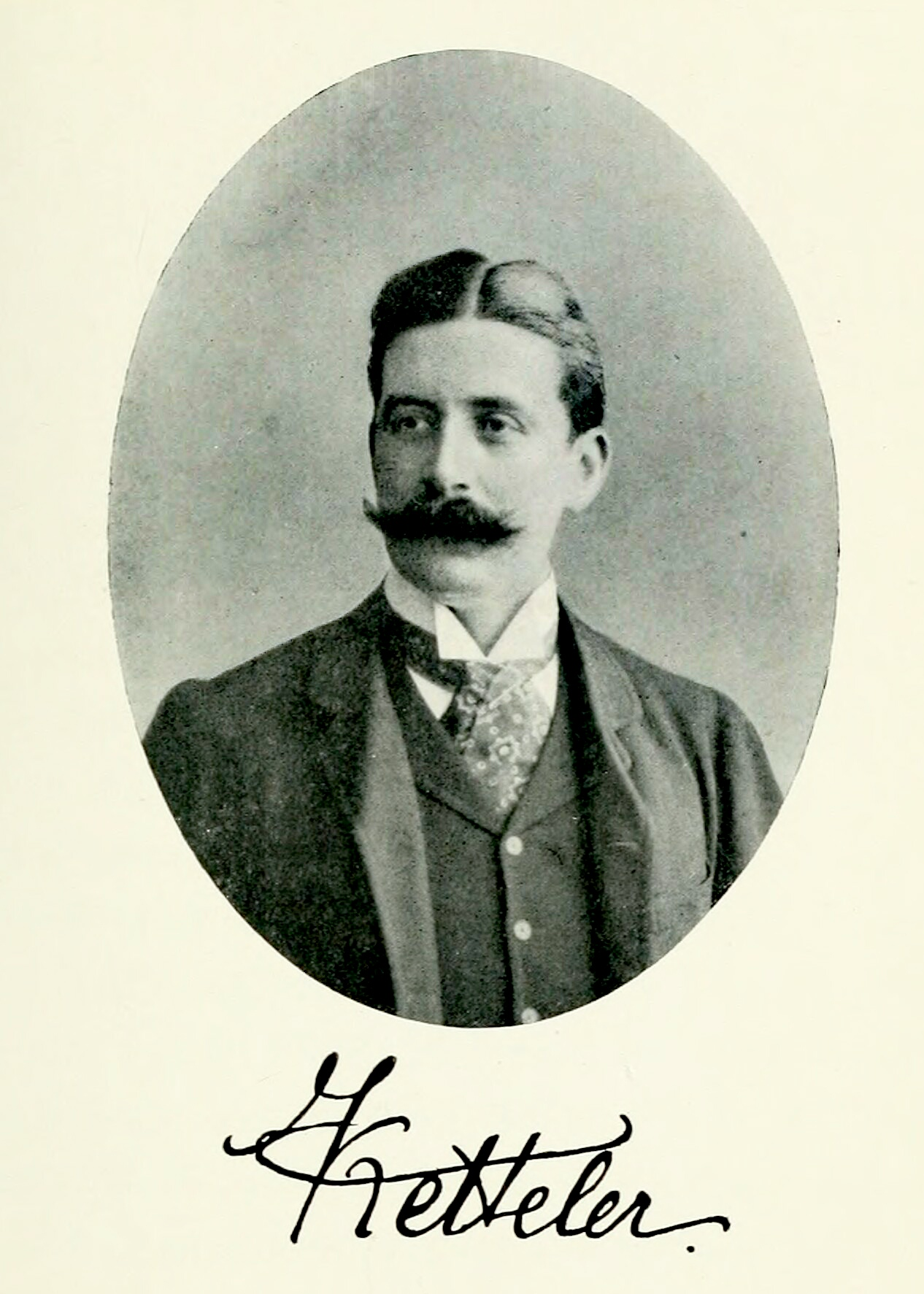
Baron von Ketteler, kaiserlich deutscher Gesandter

Am 19. Juni ließ die Kaiserinwitwe allen ausländischen Missionen mitteilen, dass Ausländer Peking innerhalb von 25 Stunden Richtung Tientsin zu verlassen hätten; anderenfalls ihre Sicherheit nicht gewährleistet sei. Bei einem unverzüglich nach Erhalt der Nachricht anberaumten Treffen der Missionschefs waren diese der Meinung, dass es zu gefährlich sei, sich durch das von Rebellen beherrschte Gebiet zu der Hafenstadt aufzumachen.
Am nächsten Vormittag, dem 20. Juni 1900, wollte sich der deutsche Gesandte, Baron von Ketteler, zum Außenministerium Zongli Yamen begeben, um die Angelegenheit zu besprechen. Er wurde auf dem Weg ermordet. Daraufhin riefen die Diplomaten ihre Landsleute auf, sich im Gesandtschaftsviertel in Sicherheit zu bringen.

### Vorbereitung der Verteidigung

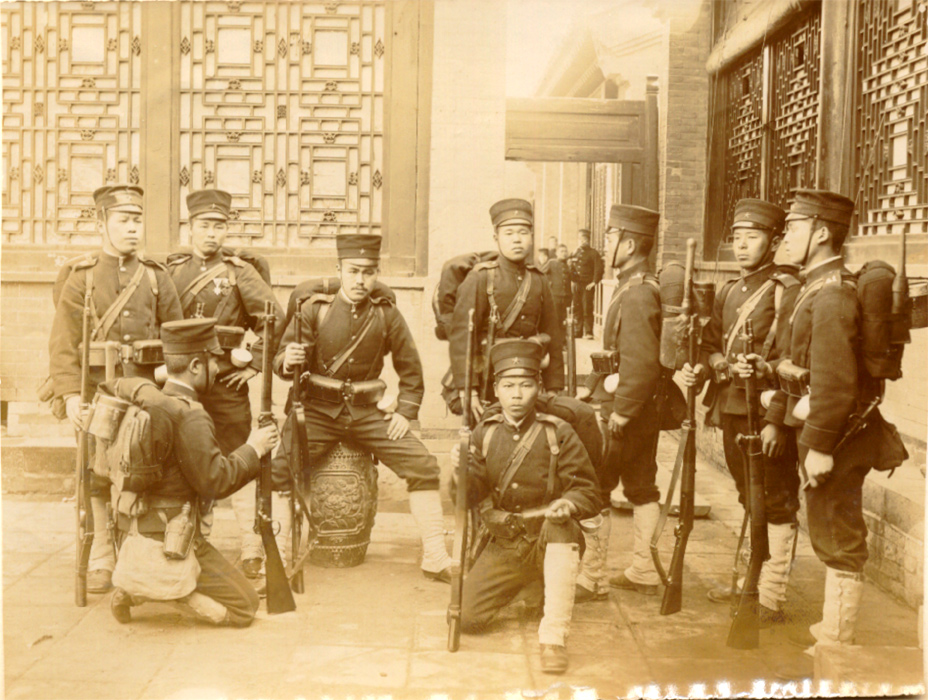
Japanisches Kontingent

Die militärischen Wachmannschaften der Briten, Amerikaner, Franzosen, Deutschen, Japaner und Russen übernahmen die Verteidigung ihrer jeweiligen Mission. Die Österreicher und Italiener gaben ihre für eine Verteidigung ungünstig gelegenen Vertretungen auf. Das Truppenkontingent Österreichs verstärkte die Franzosen und die Italiener arbeiteten mit den Japanern zusammen. Letztere übernahmen die Verteidigung des großen, Fu benannten Gebäudes und Parks, wo die meisten der geschätzt 2.812 chinesischen Christen untergebracht waren. Die Amerikaner und Deutschen bezogen auf der Tatarenmauer, direkt hinter ihren Gesandtschaften, Stellung. Die verfügbaren Truppen, deren Stärke 350 Mann (in anderen Quellen 409 Mann) betrug, hatten eine Gesamtlinie von 2 km Länge zu verteidigen.
Das Gros der Zivilisten wurde in der großen und gut zu verteidigenden britischen Gesandtschaft untergebracht, obwohl die benachbarte Kaiserliche Universität von Peking bei dem Versuch der Boxer, die Gesandtschaft selbst zu zerstören, abgebrannt war. Eine Zählung ergab, dass 245 Männer, 149 Frauen und 79 Kinder, also 473 Zivilisten (andere Quellen sprechen von 550) in Peking waren. Rund 150 der Männer meldeten sich freiwillig, um bei der Verteidigung mitzuwirken. Eine größere Anzahl chinesischer Christen wurde zur Hilfeleistung, vor allem bei der Errichtung von Barrikaden, herangezogen.

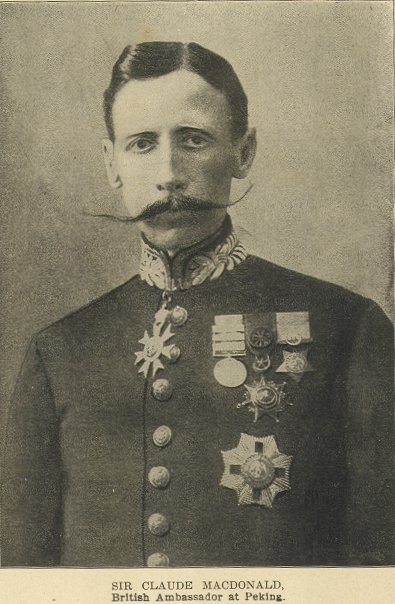
Sir Claude MacDonald, britischer Botschafter

„Betsy“, das „internationale Geschütz“

Der britische Botschafter Sir Claude MacDonald wurde zum Leiter der Verteidigung ernannt und ein amerikanischer Diplomat wurde sein Stabschef. Die Wachmannschaften der einzelnen Staaten agierten jedoch unabhängig und MacDonald konnte nur Anregungen für gemeinsame Aktionen geben. Die Soldaten waren schlecht ausgerüstet. Nur die amerikanischen Marines verfügten über ausreichend Munition. Es waren drei Maschinengewehre vorhanden. Die Italiener hatten eine kleine Kanone. Es war ein Glücksfall, ein altes, schweres Kanonenrohr und ausreichend Munition dafür im Gesandtschaftsviertel zu finden; so konnte ein funktionierendes Geschütz zusammengesetzt werden. Die Amerikaner nannten es „Betsy“; alle anderen „the International“.
Die Ausländer durchsuchten das Gesandtschaftsviertel nach Nahrungsmitteln und anderen Versorgungsgütern. Lebensmittelvorräte und Wasserversorgung waren vorhanden, obwohl Ausländer, die über keine privaten Vorräte verfügten, sich auf eine karge Diät aus Pferdefleisch und muffigem Reis einrichten mussten. Gleichwohl hatten es die chinesischen Christen, vor allem die Katholiken, noch deutlich schwerer; sie hungerten bis zum Ende der Belagerung. Die protestantischen Missionare kümmerten sich um ihre Konvertiten, während die chinesischen Katholiken weitgehend im Stich gelassen wurden. Es mangelte an Arzneimitteln und anderen medizinischen Artikeln. Medizinisches Personal war in beachtlicher Anzahl als Ärzte und Krankenschwestern, meist aus den kirchlichen Missionen, vorhanden.
Amerikanische Missionare übernahmen die Verwaltung der meisten lebensnotwendigen Dinge im Gesandtschaftsviertel, einschließlich Lebensmittel- und Wasserversorgung und -verteilung, sanitäre Einrichtungen und Gesundheitsversorgung. MacDonalds wichtigste Ernennung war die des methodistischen Missionars Frank Gamewell als Leiter des Festungsausschusses. Gamewell und seine Mannschaft von „kämpfenden Priestern“ wurden für ihre Arbeit an den Verteidigungsanlagen rund um die britische Gesandtschaft allgemein hoch anerkannt.

### Abwartende Spannung und unklare chinesische Haltung

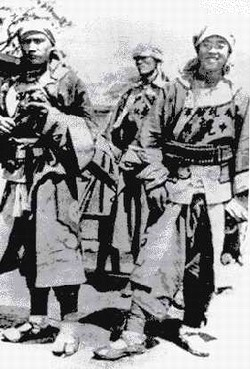
Muslimische Gansu-Kämpfer

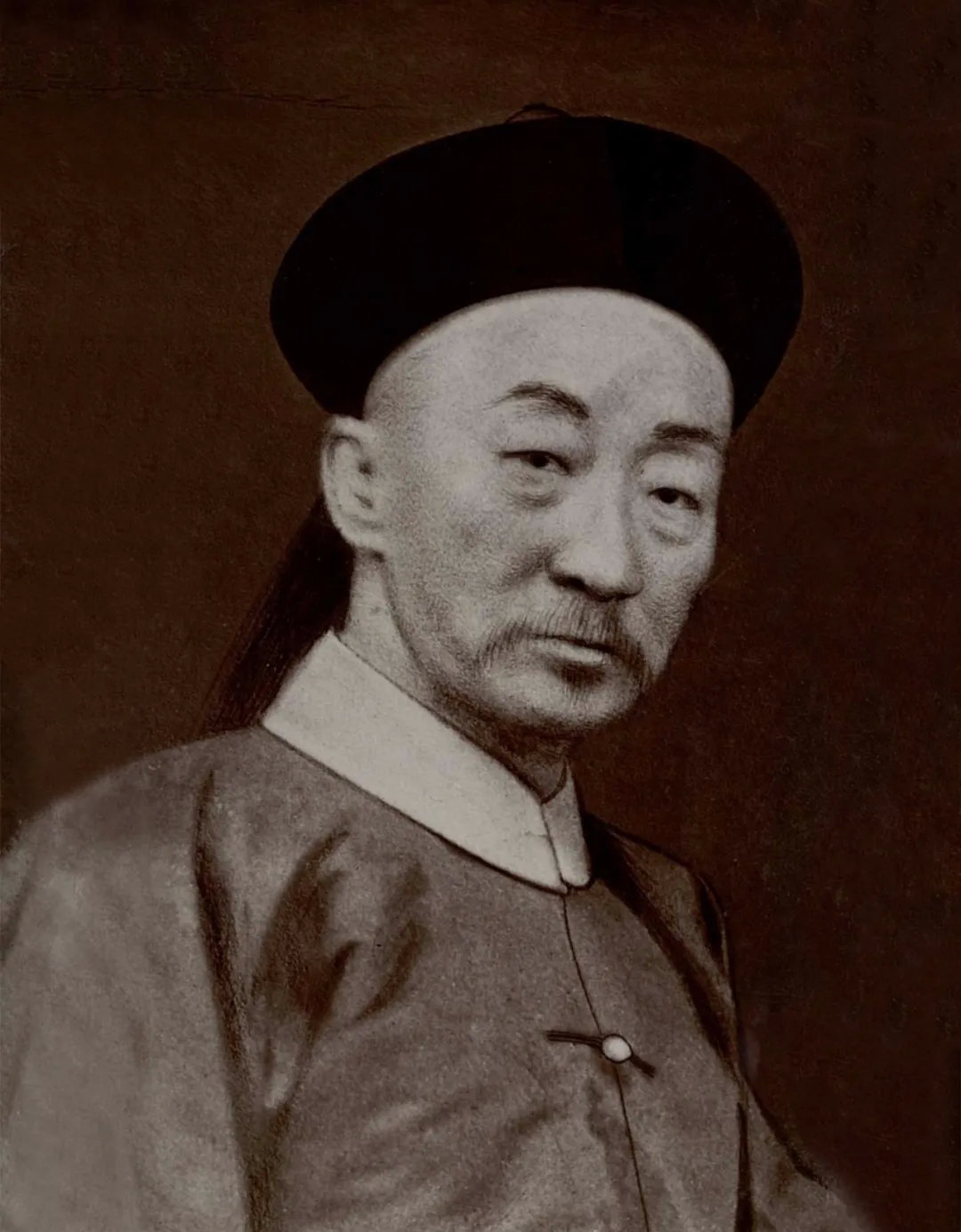
General Ronglu

Einige Tage lang herrschte nach dem 20. Juni, dem offiziellen Beginn der Belagerung, eine abwartende Spannung, in der beide Seiten keine durchdachten Pläne für Angriff bzw. Verteidigung hatten. Die Zahl der chinesischen Kräfte lag bei einigen Tausend Mann, wobei die genaue Stärke nicht bekannt ist. Im Westen standen muslimische Soldaten aus Gansu und im Osten lagen Einheiten der Pekinger Feldarmee. Das Oberkommando über die chinesischen Truppen – nicht aber über die Boxerrebellen – hatte General Ronglu, der den Boxern und der Belagerung gegenüber eine ablehnende Haltung hatte. Die chinesische Politik schwankte in diesen ersten Tagen wie während der gesamten 55-tägigen Belagerung zwischen Angriffslust und Beschwichtigung. Mehrere Versuche Ronglus, einen Waffenstillstand zu erreichen, scheiterten an Misstrauen und Missverständnissen auf beiden Seiten.
Die Chinesen blieben in Bezug auf die Belagerung gespalten. Die boxerfeindliche Fraktion unter der Führung von General Ronglu und die ausländerfeindliche Fraktion unter der Führung von Prinz Duan stritten sich am chinesischen Hof. Die Kaiserinwitwe schwankte zwischen den beiden Parteien. Am 25. Juni verkündete sie einen Waffenstillstand für Verhandlungen, der jedoch nur wenige Stunden Bestand hatte. Am 17. Juli verkündete sie einen Waffenstillstand, der für den größten Teil der restlichen Belagerungszeit galt. Als Zeichen des guten Willens schickte sie den Ausländern Lebensmittel und Vorräte. Die Unstimmigkeiten unter den Chinesen führten gelegentlich zu Auseinandersetzungen zwischen Boxern und Soldaten und zwischen verschiedenen Einheiten der kaiserlichen Armee.

### Erste Angriffe
Die Chinesen versuchten zunächst, die Ausländer im Gesandtschaftsviertel mit Hilfe von Feuer zu vernichten. Zu Beginn der Belagerung legten sie mehrere Tage lang Brände in den Gebäuden rund um die britische Gesandtschaft. Am 23. Juni brannten die meisten Gebäude der Hanlin-Akademie nieder, darunter die Nationalbibliothek Chinas, und ihre Bücher, von denen viele unersetzlich waren. Beide Seiten machten sich gegenseitig für die Zerstörung verantwortlich. Die chinesische Armee wandte sich daraufhin dem „Fu“ zu, dem Zufluchtsort der meisten chinesischen Christen und der Domäne des japanischen Oberstleutnants Goro Shiba. Shiba und seine kleine Gruppe japanischer Soldaten verteidigten sich geschickt gegen die Chinesen, die hinter beweglichen Schutzpalisaden vorrückten, immer näher an die Japaner heranrückten und sie allmählich zu umschließen drohten. Verzweifelte Kämpfe fanden in der Nähe der französischen Gesandtschaft statt, wo 78 Franzosen und Österreicher sowie 17 Freiwillige in einem verwinkelten städtischen Gelände, in dem die Frontlinien nur 15 m voneinander entfernt waren, angegriffen wurden. Die Franzosen befürchteten außerdem zu Recht, dass chinesische Pioniere unter ihren Stellungen Tunnel für Minen graben würden.
Die Deutschen und die Amerikaner besetzten die vielleicht wichtigste aller Verteidigungsstellungen: die Tatarenmauer. Die Spitze der 14 m hohen und 12 m breiten Mauer zu halten war lebenswichtig. Wäre sie den Chinesen in die Hände gefallen, hätten diese ein ungehindertes Schussfeld auf das Gesandtschaftsviertel gehabt. Die deutschen Barrikaden standen in östlicher Richtung auf der Mauer und 370 m westlich befanden sich die amerikanischen Stellungen, die nach Westen ausgerichtet waren. Die Chinesen rückten auf beide Stellungen vor, indem sie auch hier bewegliche Palisaden immer näher heranrückten. Für die Soldaten auf der Mauer war es ein klaustrophobisches Dasein. „Die Männer haben das Gefühl, in einer Falle zu sitzen“, sagte der amerikanische Kommandeur, Captain John T. Myers, „und warten einfach auf die Stunde der Hinrichtung.“ Zu den täglichen Vorstößen der Chinesen kam nächtlicher Beschuss mit Gewehren, Artillerie und Raketen hinzu, um die Ausländer wach und alarmiert zu halten. „Vom 20. Juni bis zum 17. Juli hatten wir nächtliche Angriffe“, sagte eine Missionarin. Der amerikanische Gesandte Conger sagte, dass einiges, was den wütenden Beschuss anging, alles übertrafen, was er im amerikanischen Bürgerkrieg erlebt hatte. Die kritischste Bedrohung für das Überleben der Ausländer kam Anfang Juli. Am 30. Juni drängten die Chinesen die Deutschen von der Tatarenmauer herunter. Die amerikanischen Marines blieben allein auf der Mauer. Zur gleichen Zeit rückten die Chinesen bis auf wenige Meter an die amerikanische Stellung heran, und es wurde klar, dass die Amerikaner die Mauer aufgeben oder die Chinesen zum Rückzug zwingen mussten. Um 2.00 Uhr in der Nacht zum 3. Juli starteten die Verteidiger mit 26 Briten, 15 Russen und 15 Amerikanern unter dem Kommando des amerikanischen Captain John T. Myers einen Angriff gegen die chinesische Barrikade auf der Mauer. Wie erhofft, erwischte der Angriff die Chinesen im Schlaf; etwa 20 von ihnen wurden getötet und die Überlebenden von den Barrikaden vertrieben. Zwei amerikanische Marinesoldaten wurden getötet; Captain Myers wurde verwundet und verbrachte den Rest der Belagerung im Krankenhaus. Die Einnahme der chinesischen Stellungen auf der Mauer wurde von einem der Belagerten als „Dreh- und Angelpunkt unseres Schicksals“ bezeichnet. Die Chinesen versuchten für den Rest der Belagerung nicht mehr, ihre Stellungen an der Tatarenmauer zurückzuerobern oder dort vorzurücken.

### Schwerste Tage und Waffenstillstand
Der britische Botschafter Sir Claude MacDonald sprach vom 13. Juli als dem „anstrengendsten Tag“ der Belagerung. Die Japaner und Italiener im „Fu“ Gebäude und Park wurden aus ihren vorderen Stellungen geworfen und mussten sich auf eine Notfalllinie zurückziehen. Während dieser kritischen Entwicklung explodierte eine Mine unter der französischen Gesandtschaft und zerstörte das Gebäude praktisch vollständig. Die Franzosen und Österreicher mussten das Gelände aufgeben. Frank Gamewell fing an, Bunker als letzte Zuflucht zu graben. Das Ende schien für die Belagerten nahe.
Am nächsten Tag, dem 14. Juli, ging jedoch eine versöhnliche Botschaft von der chinesischen Seite ein, die Hoffnungen weckte, die am 16. Juli aber wieder zunichtegemacht wurden, als ein besonders fähiger britischer Offizier getötet und der Journalist George Ernest Morrison verwundet wurde. Dem amerikanischen Gesandten Conger gelang es jedoch, in Kontakt mit der chinesischen Regierung zu kommen. Am 17. Juli ließ der Beschuss auf beiden Seiten nach und es kam zu einem Waffenstillstand.

### Ruhigere Phase und letztes Crescendo
Am 28. Juli erhielten die Ausländer im Gesandtschaftsviertel ihre erste Nachricht von der Außenwelt seit mehr als einem Monat. Ein chinesischer Junge, ein Schüler des Missionars William Scott Ament, stürmte mit der Nachricht in das Gesandtschaftsviertel, dass sich eine Entsatzarmee der Acht-Nationen-Allianz im 160 km entfernten Tianjin befand und in Kürze nach Peking vorrücken würde. Die Nachricht war wenig beruhigend, denn die Belagerten hatten mit einer früheren Rettung gerechnet. Die chinesische Regierung übermittelte auch Anfragen ihrer Regierungen über das Wohlergehen der Belagerten. Ein britischer Soldat schlug vor, dass eine angemessene Antwort lauten sollte: „Noch nicht massakriert“.
Nach relativ ruhigen Tagen war die Nacht des 13. August, in der die Befreiungsarmee nur 8 km vor den Toren Pekings stand, möglicherweise die schwierigste der Belagerung. Die Chinesen brachen den Waffenstillstand durch Artilleriebeschuss der britischen Gesandtschaft und schweres Feuer im Gebiet des „Fu“. Die Chinesen beschränkten sich jedoch darauf, aus der Ferne zu feuern, anstatt einen Angriff zu starten, bis die Verteidiger am 14. August um 2.00 Uhr morgens von Osten her den Klang eines Maschinengewehrs hörten, ein Zeichen dafür, dass die Entsatzarmee im Anmarsch war. Um 5:00 Uhr morgens ertönte Artilleriefeuer vor den Mauern Pekings.

### Befreiung der Gesandtschaften
Fünf nationale Kontingente rückten am 14. August auf die Mauern von Peking vor: Briten, Amerikaner, Japaner, Russen und Franzosen. Jedes hatte ein Tor in der Mauer als Ziel. Die Japaner und Russen wurden an ihren Toren durch chinesischen Widerstand aufgehalten. Das kleine französische Kontingent verirrte sich. Die Amerikaner erklommen die Mauern, anstatt zu versuchen, durch ein befestigtes Tor einzudringen. Den Wettlauf um die Befreiung der Gesandtschaften gewannen letztlich die Briten. Sie drangen durch ein unbewachtes Tor in die Stadt ein und kamen praktisch ohne Widerstand weiter. Um 15:00 Uhr passierten die Briten einen Entwässerungsgraben – das „Wassertor“ – unter der Tatarenmauer. Sikh- und Rajput-Soldaten aus Indien und ihre britischen Offiziere waren die ersten, die das Gesandtschaftsviertel betraten. Die chinesischen Armeen, die das Gesandtschaftsviertel umzingelt hatten, lösten sich auf. Kurze Zeit später betrat der britische Befehlshaber, General Alfred Gaselee, das Gebäude der Gesandtschaft und wurde von Botschafter Sir Claude MacDonald in „tadellosen Tennisflanellhosen“ und einer Schar jubelnder Damen in Partykleidern begrüßt. Die amerikanischen Truppen unter General Adna Chaffee trafen um 17.00 Uhr ein.

## Bilanz und Folgen
Die Ausländer erklärten übereinstimmend, es sei ein Wunder, dass sie überlebt hätten. „Ich suche vergeblich nach einem militärischen Grund dafür, dass es den Chinesen nicht gelungen ist, uns zu vernichten“, sagte ein amerikanischer Offizier. Der Missionar Arthur Smith fasste die militärische Leistung der Chinesen zusammen. „Bei unzähligen Gelegenheiten hätten sie die Verteidigung [des Gesandtschaftsviertels] in einer Stunde auslöschen können, wenn sie bereit gewesen wären, einige hundert Menschenleben zu opfern.“ Das Zögern der Chinesen, ihre militärischen Mittel entschlossen gegen das Gesandtschaftsviertel einzusetzen, kann jedoch nicht darüber hinwegtäuschen, dass auf beiden Seiten viele Soldaten kämpften und starben. Die ausländischen Soldaten, die das Gesandtschaftsviertel verteidigten, erlitten schwere Verluste. Von den 409 Soldaten wurden 55 getötet und 135 verwundet (eine Verlustquote von 46,5 %). Hinzu kamen 13 getötete und 24 verwundete Zivilisten, zumeist Männer, die an der Verteidigung beteiligt waren.
Eine kleine japanische Truppe von einem Offizier und 24 Seeleuten unter dem Kommando von Oberst Shiba zeichnete sich bei der Verteidigung des „Fu“ und der chinesischen Christen dort aus. Sie erlitt mehr als 100 % Verluste. Dies war möglich, weil viele der japanischen Soldaten verwundet wurden, in die Verlustlisten eingetragen wurden und dann an die Kampflinie zurückkehrten, um erneut verwundet zu werden und erneut in die Verlustlisten eingetragen zu werden. Die französische Truppe von 57 Mann verzeichnete ebenfalls mehr als 100 % Verluste.
Verlustzahlen chinesischer Militärangehöriger sind nicht bekannt; es wurden auch keine Todesfälle unter den chinesischen Christen im Gesandtschaftsviertel registriert.
Die Kaiserinwitwe und ihr Hofstaat flohen am 15. August aus Peking. Der befehlshabende muslimische General, Ma Fulu, und vier seiner Cousins fielen im Kampf gegen die ausländischen Truppen. Nach dem Ende der Schlacht bewachten die chinesischen muslimischen Streitkräfte die Kaiserinwitwe Cixi, als sie mit dem gesamten Kaiserhof nach Xi’an floh. Sie blieb bis 1902 im Exil in der Provinz Shaanxi, bis ihr die ausländischen Armeen, die Peking besetzten, die Rückkehr auf den Thron erlaubten. Für China war der Boxeraufstand eine Katastrophe, aber er ging paradoxerweise so gut aus, wie man es nicht hätte erwarten können. China blieb ein ungeteiltes Land, wohingegen es vor dem Boxeraufstand so ausgesehen hatte, es würde von den Kolonialmächten zerteilt werden. Die chinesische Regierung unterstützte die Boxer, die sich andernfalls gegen die Qing-Dynastie gewandt und deren Untergang beschleunigt hätten, war aber nicht in der Lage, die in den Gesandtschaften verschanzten Ausländer zu besiegen. Hätten die Chinesen Erfolg gehabt, wäre die Vergeltung der westlichen Nationen und Japans vermutlich noch härter ausgefallen. Ronglu erntete später die Lorbeeren für die Rettung der Belagerten: „Ich konnte das größte Unglück abwenden, das sich aus der Ermordung der Gesandten ergeben hätte“.
Die Boxerbewegung zeigte während der Belagerung Auflösungserscheinungen. Einige Boxer wurden in die Armee eingegliedert, aber die Mehrzahl kehrte in ihre Wohnorte auf dem Lande zurück, wo sie zur Zielscheibe von Strafexpeditionen der ausländischen Streitkräfte wurden, die Peking nach der Belagerung besetzten.
Die militärische Besetzung Pekings und großer Teile Nordchinas wurde zu einer Orgie von Plünderungen und Gewalt, an der ausländische Soldaten, Diplomaten, Missionare und Journalisten teilnahmen. Die Berichte über das Verhalten der Ausländer in Peking lösten in den westlichen Ländern weit verbreitete Kritik aus, unter anderem von Mark Twain. Während die Rettung der belagerten Ausländer im Gesandtschaftsviertel als Beweis für die Überlegenheit der westlichen Zivilisation gewertet wurde, mag das schmutzige Nachspiel der Belagerung dazu beigetragen haben, dass viele Menschen in den Vereinigten Staaten und Europa die Moral des Aufzwingens westlicher Kultur und Religion gegenüber den Chinesen neu bewerteten.

## Filmische Verarbeitung
- 55 Tage in Peking. Drama/Historienfilm/Monumentalfilm, 155 Min., Produktion: Samuel Bronston Productions, USA 1963.